# الأميرة شارلوت ساكس مينينجن
الأميرة شارلوت ساكس مينينجن (بالألمانية: Charlotte von Sachsen-Meiningen )‏ (و. 1751 – 1827 م) هي عالمة فلك من ألمانيا . ولدت في فرانكفورت .
توفيت في جنوة، عن عمر يناهز 76 عاماً.